# Jonathan and Charlotte
Jonathan Antoine (ur. 13 stycznia 1995) i Charlotte Jaconelli (ur. 24 sierpnia 1995), znani razem jako Jonathan and Charlotte – angielski duet z Essexu śpiewający w stylu klasycznego crossover. W 2012 r. wystąpili w szóstej edycji programu Britain’s Got Talent, którą ukończyli na drugim miejscu. Mieli wtedy, odpowiednio, 17 i 16 lat. Mimo że nie zajęli pierwszego miejsca, otrzymali od Simona Cowella kontrakt wartości 1 miliona funtów z jego wytwórnią Syco. Od tego czasu wydali dwa albumy:
- Together, który zajął 5. miejsce na UK Album Charts; 30 października 2012 r. album wydano w USA i Kanadzie.
- Perhaps Love, który ukazał się w USA 14 października 2013 r.

## Kariera artystyczna

### Początki
Oboje byli nieznani przed występem w Britain’s Got Talent, ale zaczęli występować razem za radą swojej nauczycielki śpiewu ze szkoły średniej West Hatch High School w Chigwell w Esseksie  Jenny Ewington.
 Ich nauczycielka muzyki, Ginette Tomlinson, wybrała im "The Prayer", w oryginale wykonywaną przez Andreę Bocellego i Céline Dion. Zaśpiewali ją na maturze (GCSE) i na ślubie kościelnym swojej nauczycielki. Zanim zdobyli sławę występem w telewizji, Charlotte była studentką klasy musicalu w Arts Educational Schools w Londynie, a Jonathan uczył się śpiewu klasycznego w Royal Academy of Music jako dochodzący junior.

### Lata 2012–2014TogetheriPerhaps Love
Jako duet wydali dwa albumy: Together, który ukazał się 24 września 2012 r., i Perhaps Love (ukazał się 14 października 2013).
2 listopada 2012 r. ITV pokazała film dokumentalny Jonathan and Charlotte o ich drodze do sławy.

### Rozdzielenie
W lutym 2014 r., Jonathan i Charlotte zdecydowali się rozdzielić - po tym, jak Sony Deals zaoferowało każdemu z nich indywidualny kontrakt. Charlotte planuje wydać swój album w czerwcu 2014, a Jonathan ma wydać swój pierwszy indywidualny album w październiku 2014.